# Ofelia Machado Bonet
Ofelia Machado Bonet (Rivera, 25 de dezembro de 1908 - 1987) foi uma escritora, docente e activista feminista uruguaia.

## Biografia
Exerceu como professora de literatura e depois como inspectora nessa área em Ensino Secundário entre 1949 e 1964
Teve uma decisiva militância no feminismo uruguaio e fundou instituições e movimentos pelos direitos da mulher. Editou as seguintes publicações: Actuación femenina, Hacia la revolución del siglo, La mujer y el desarrollo, Status de la mujer en el Uruguay. Situación actual de la mujer